# Forgotten Silver
Den glömda silverskatten (Forgotten Silver), nyzeeländsk fiktiv dokumentärfilm från 1995 i regi av Costa Botes och Peter Jackson. 
Filmen utger sig för att vara en dokumentär berättar i själva verket en påhittad, fiktiv historia. När filmen visades som ny i nyzeeländsk tv utan särskild "varning" i förannonseringen, uppfattade många tittare filmen som en dokumentär om en bortglömd men oerhört framstående filmkonstnär.

## Handling
Den (påhittade) nyzeeländske filmpionjären Colin McKenzie sägs i filmen vara den förste som arbetat med ljudfilm och färgfilm, redan kring 1910. Talrika exempel på McKenzies filmskapande visas, avsnitt som gör intryck av att vara äkta, då de filmats med tidstrogen teknik. Bland mycket annat visas hur McKenzie lyckas med att filma sin egen död, då han stupar i spanska inbördeskriget. Filmens subtila humor och orimligheten i många delar av den historia den berättar är signaler som inte nått fram till alla i publiken. Exempel är att Mckenzie skulle ha uppfunnit ljudfilmen samt att han hade producerat den första långfilmen någonsin tack vare finansiering ifrån Sovjetunionen och maffian. 